# Bullshit!
Penn & Teller: Bullshit! (auch Penn & Teller: B.S.! oder Bulls***!) ist eine mehrfach Emmy-nominierte US-amerikanische Dokumentations-Serie, die von 2003 bis 2010 vom amerikanischen Bezahlsender Showtime produziert wurde. Moderatoren sind das Magier- und Komiker-Duo Penn & Teller. Die Episoden der Show zielen auf die Entlarvung von pseudowissenschaftlichen Ideen (zum Beispiel PSI- und Telekinese – Phänomene, denen jede wissenschaftliche Basis fehlt), supranatürlichen Ansichten wie Religionen und populären Meinungen („Gandhi war ein besserer Mensch als wir alle“).
Der skeptische Ansatz der Show und die libertären Ansichten Penn und Tellers finden ihren Ausdruck in der Tatsache, dass Verfechter sowohl von Unterstützern der jeweiligen Sache (zum Beispiel Theologen) als auch Gegner (zum Beispiel Atheisten) zu Wort kommen. Kritisches Denken zu fördern ist ein erklärtes Ziel der Sendung, was durch den Titel, als auch die provokante und unverblümte Art der Moderation erreicht werden soll.
Bekannte Themen der Sendung sind unter anderem die angeblichen Entführungen durch Außerirdische, Alternativmedizin und außersinnliche Wahrnehmungen, der Kampf gegen Drogen, Rechte für Tiere, das amerikanische Waffenrecht und der Umweltschutz. Penn & Teller nähern sich den Themen dabei in der Art von Harry Houdini und James Randi (der bereits mehrfach in der Sendung zu Wort gekommen ist), die für wissenschaftliche Prüfung (und ausnahmslos der Widerlegung) angeblich übernatürlicher Kräfte und Phänomene bekannt sind.